# Bombenangriffe der Alliierten auf Rabaul
1942

Rabaul –
1. Salamaua-Lae –
Operation N –
Operation MO –
Korallenmeer –
Buna-Gona –
Kokoda Track –
Milne-Bucht –
Goodenough –
Buna-Gona-Sanananda –
Operation Lilliput 
1943

Wau –
Bismarcksee –
I –
2. Salamaua-Lae –
Chronicle –
Finisterre –
Cartwheel –
Bougainville –
Huon –
Neubritannien –
Bombardierung von Rabaul 
1944–1945

Admiralitätsinseln –
Emirau –
Take Ichi Konvoi –
Reckless –
Persecution –
Wakde-Sarmi –
Biak –
Noemfoor –
Driniumor –
Sansapor –
Morotai –
Aitape–Wewak
Die Bombenangriffe der Alliierten auf Rabaul fanden vom 12. Oktober bis zum 11. November 1943 während des Pazifikkriegs im Zweiten Weltkrieg statt. Diese konzertierte Aktion land- und seegestützter Luftangriffe der amerikanischen, australischen und neuseeländischen Streitkräfte diente zur Deckung der Rückeroberung von Bougainville, die zeitgleich gestartet wurde.

## Vorgeschichte
Die Stadt Rabaul auf Neubritannien stand nach dem Ersten Weltkrieg unter australischer Verwaltung (Volkerrechtsmandat). Im Rahmen der Erweiterung ihrer Verteidigungslinie im Südwestpazifik und der Invasion von Südostasien hatte das Japanische Kaiserreich Rabaul am 23. Januar 1942 besetzt und in der Folge zu einem ihrer wichtigsten Stützpunkte ausgebaut. Fünf Flugplätze wurden in der Nähe gebaut und mit einer der dichtesten Konzentrationen an Flugabwehrgeschützen weltweit ausgerüstet. Dies waren die Flugplätze Keravat, Vunakanau, Lakunai, Rapopo und Tobera.
Nachdem sich die Front in den Salomonen immer weiter nördlich verschob und die Alliierten die Einnahme von Bougainville planten, stellte der japanische Stützpunkt in Rabaul eine große Bedrohung dieser Offensive dar. Zwar sah der Cartwheel-Plan eine weiträumige Umgehung von Rabaul vor, jedoch wurde für die Deckung der Landungen auf Bougainville eine Bombardierungsaktion zur Neutralisierung von Rabaul eingeplant.

## Alliierte Planung
Die Planung für eine Angriffsinitiative gegen Rabaul wurde im April 1943 fertiggestellt. Allerdings war nur die in Neuguinea stationierte Fifth Air Force im Stande mit ihren P-38 Rabaul zu erreichen. Ihren ersten Einsatz flogen sie schon im Oktober 1942 gegen den japanischen Stützpunkt und danach stand Rabaul immer wieder auf ihren Angriffsbefehlen. Doch nach acht Monaten, im Juni 1943, verschob sich der Einsatzfokus. So wurde dieser auf Kampfeinsätze bei der alliierten Einnahme von Woodlark und Kiriwina, Wewak, Lae und Finschhafen gelegt. Zudem mussten die Kampfhandlungen in den Salomonen voran getrieben werden. Die Russel-Inseln und New Georgia mit dem Munda-Flugfeld waren wichtige Ziele. Anschließend umfasste die Planung Bougainville, die nördlichste Salomonen-Insel.
Zur Einnahme von Bougainville, das 300 km südöstlich von Rabaul liegt, planten die Alliierten unter Admiral Halsey eine Landung am Kap Torokina in der Kaiserin-Augusta-Bucht unter dem Decknamen Operation Cherryblossom. Die Schiffe der 8. Flotte, alle in Rabaul stationiert, stellten eine direkte Bedrohung für die Landung dar. Dies waren die Schweren Kreuzer Myoko und Haguro der 5. Kreuzerdivision von Konteradmiral Sentarō Ōmori, die Leichten Kreuzer Sendai und Agano, die Zerstörer Shigure, Samidare, Shiratsuyu, Naganami, Hatsukaze und Wakatsuki sowie fünf Zerstörer-Transporter. Der Landungstag für Cherryblossom wurde auf den 1. November 1943 festgelegt.
Die Fifth Air Force unter dem Oberbefehl von General George Kenney im Südwestpazifik war ab dem Oktober 1943 gut aufgestellt, um den Kampf gegen Rabaul aufzunehmen. Fast alle Kampfflugzeuge waren auf vorgelagerten Basen verlegt worden. Port Moresby, noch ein Außenposten im Jahr 1942, war jetzt eine nahe gelegene Basis. Dobodura war die Hauptbasis für schwere Bomber, und Nadzab wurde als Hauptbasis für zukünftige Operationen vorbereitet. P-38 aus Neuguinea konnten in Kiriwina aufgetankt werden und die Bomber anschließend bis nach Rabaul eskortieren. Flugzeuge im Südwestpazifik hatten auf Rabaul seit Januar 1942 kleinere Angriffe geflogen, aber jetzt waren die Alliierten bereit diese japanische Bastion in großem Umfang anzugreifen.
| Basis        | Entfernung [km] | Basis                                                  | Entfernung [km] | Basis          | Entfernung [km] |
| ------------ | --------------- | ------------------------------------------------------ | --------------- | -------------- | --------------- |
| Truk         | 1280            | Dobodura                                               | 628             | Kiriwina       | 499             |
| Guadalcanal  | 1046            | Lae (ab Sept.'43 Alliierte)                            | 620             | Kap Gloucester | 435             |
| Wewak        | 950             | Admiraltätsinseln                                      | 604             | Kap Torokina   | 410             |
| Port Moresby | 780             | Woodlark                                               | 555             | Buka Passage   | 306             |
| Madang       | 724             | Finschhafen (ab Okt.'43 Alliierte)                     | 547             | Kavieng        | 233             |
| Munda Point  | 708             | Kahili (Buin – Bougainville) (Mitte '43 neutralisiert) | 499             |                |                 |

## Die Japaner in Rabaul
Als sich der Vormarsch der Alliierten Neubritannien näherte, war die Entwicklung der Basis in Rabaul praktisch abgeschlossen. Die Japaner hatten zwei Jahre Zeit gehabt, um die Basis auszubauen und zu erweitern, und Ende 1943 war dies ein Stützpunkt beträchtlicher Stärke. Darüber hinaus war Rabaul trotz seiner zunehmenden Verwundbarkeit eine Schlüsselposition in der japanischen Militärorganisation für dieses Gebiet, da es sowohl der Südostflotte mit der 3. und 8. Flotte als auch den südöstlichen Armeestreitkräften als Hauptquartier diente.

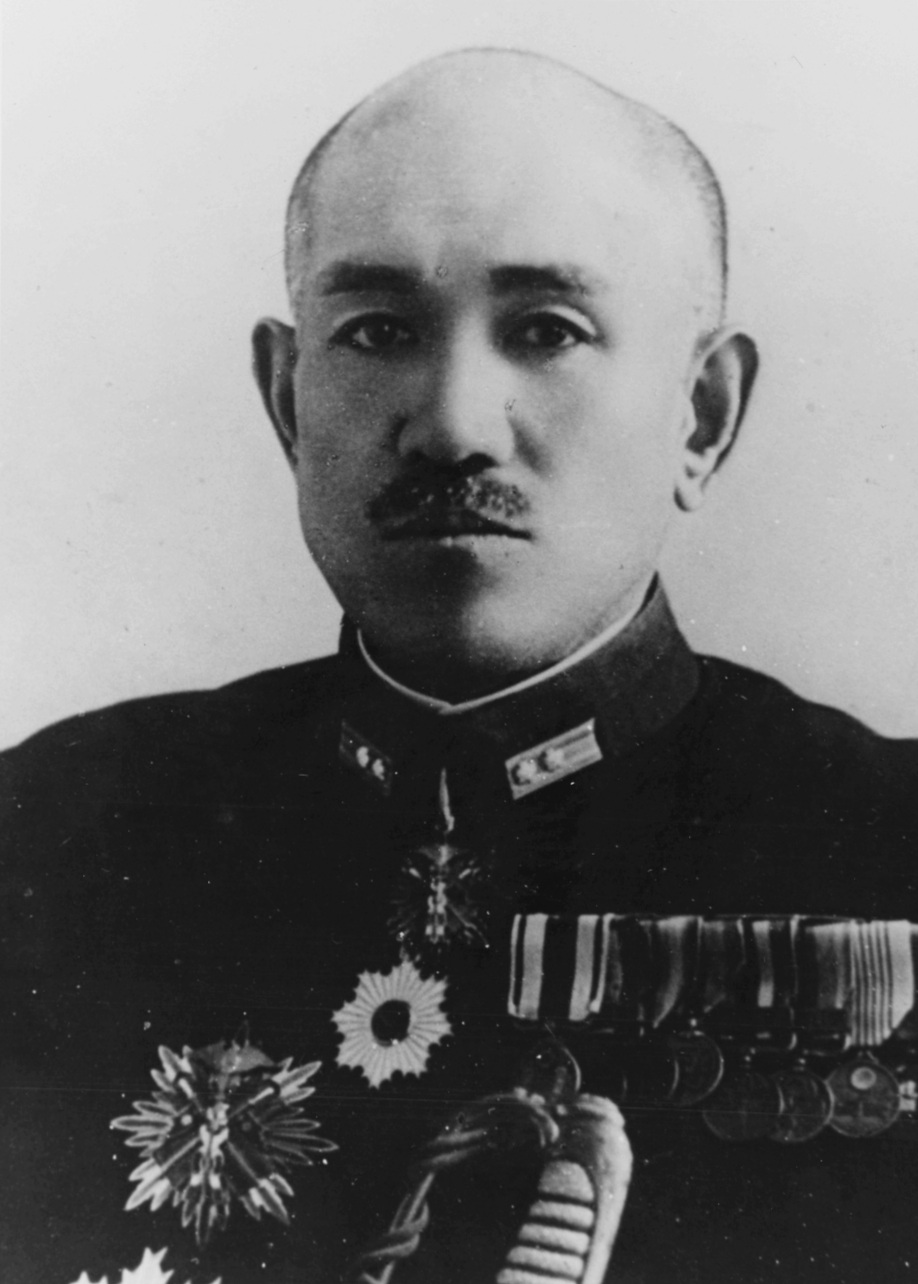
Kusaka Jin’ichi, Oberbefehlshaber der japanischen Luftstreitkräfte für Rabaul. Er war demnach für die Abwehr der alliierten Luftoffensive gegen den Stützpunkt verantwortlich
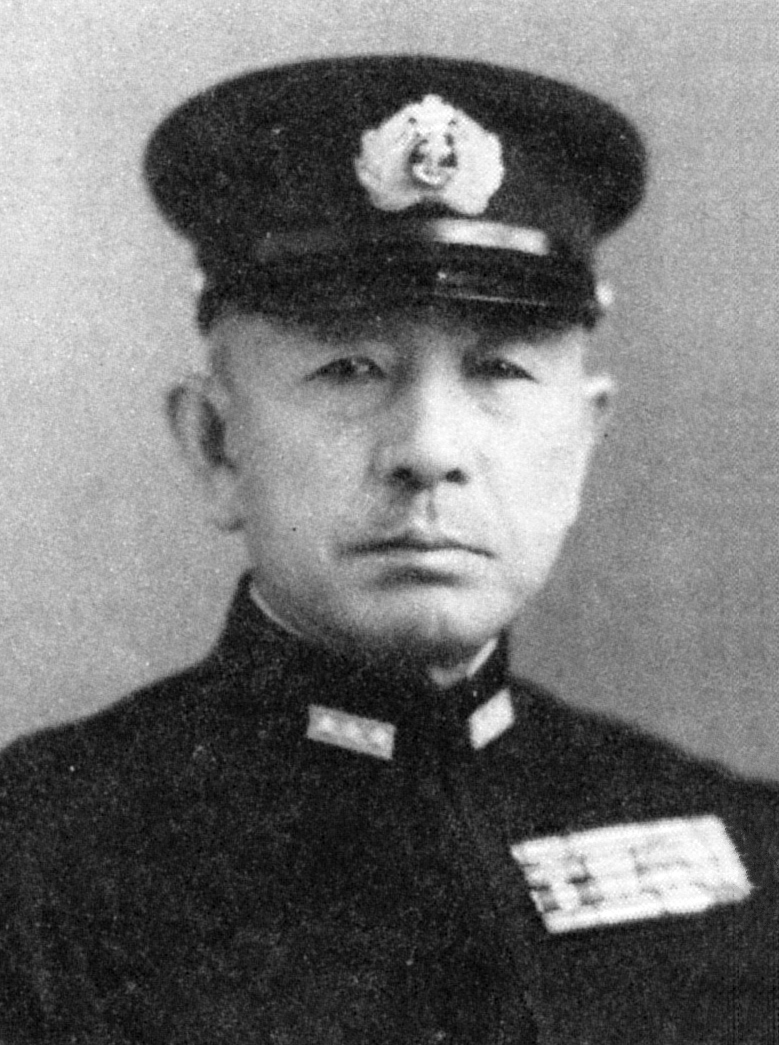
Koga Mine’ichi, Oberbefehlshaber der Kombinierten Flotte
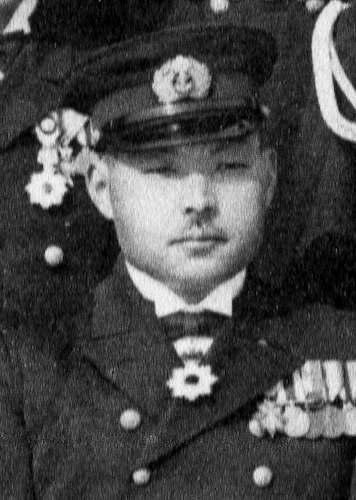
Samejima Tomoshige, Oberbefehlshaber der 8. Flotte
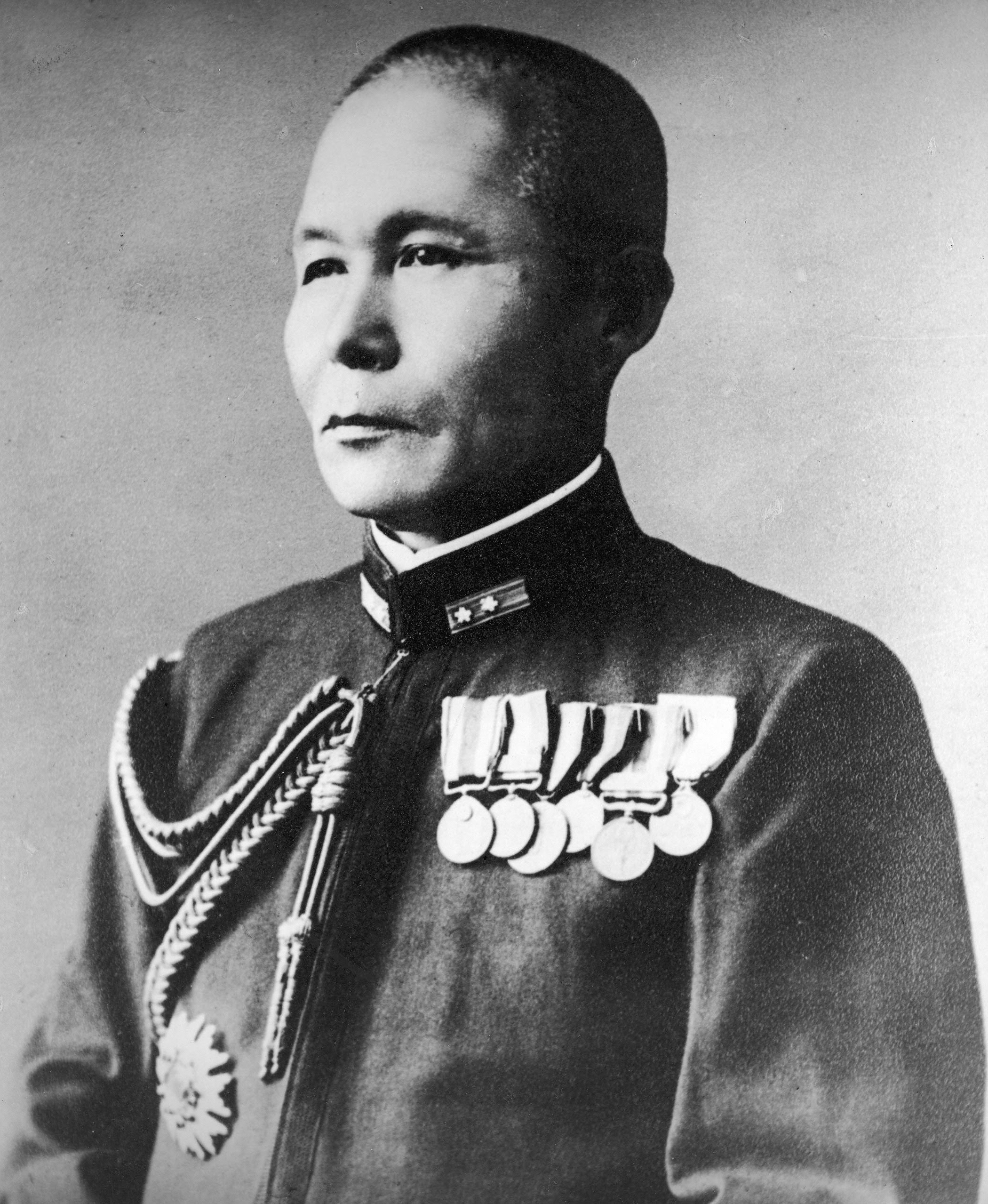
Ozawa Jisaburō, Oberbefehlshaber der 3. Flotte

Ende November betrug die Truppenstärke in Rabaul und dem Rest von Neubritannien ca. 97.900 Mann. Davon gehörten allein 76.300 der Südostarmee an und 21.570 der Flotte. Die japanische Luftwaffe, die im Wesentlichen aus der 11. Luftflotte der Marine unter Vizeadmiral Kusaka Jin’ichi bestand, hatte bis Juni 1943 173 Flugzeuge auf den Flugfeldern rund um Rabaul stationiert. Die meisten Flugzeuge der Armee waren nach Wewak verlegt worden, so dass nur zehn Aufklärungsflugzeuge bereit standen.

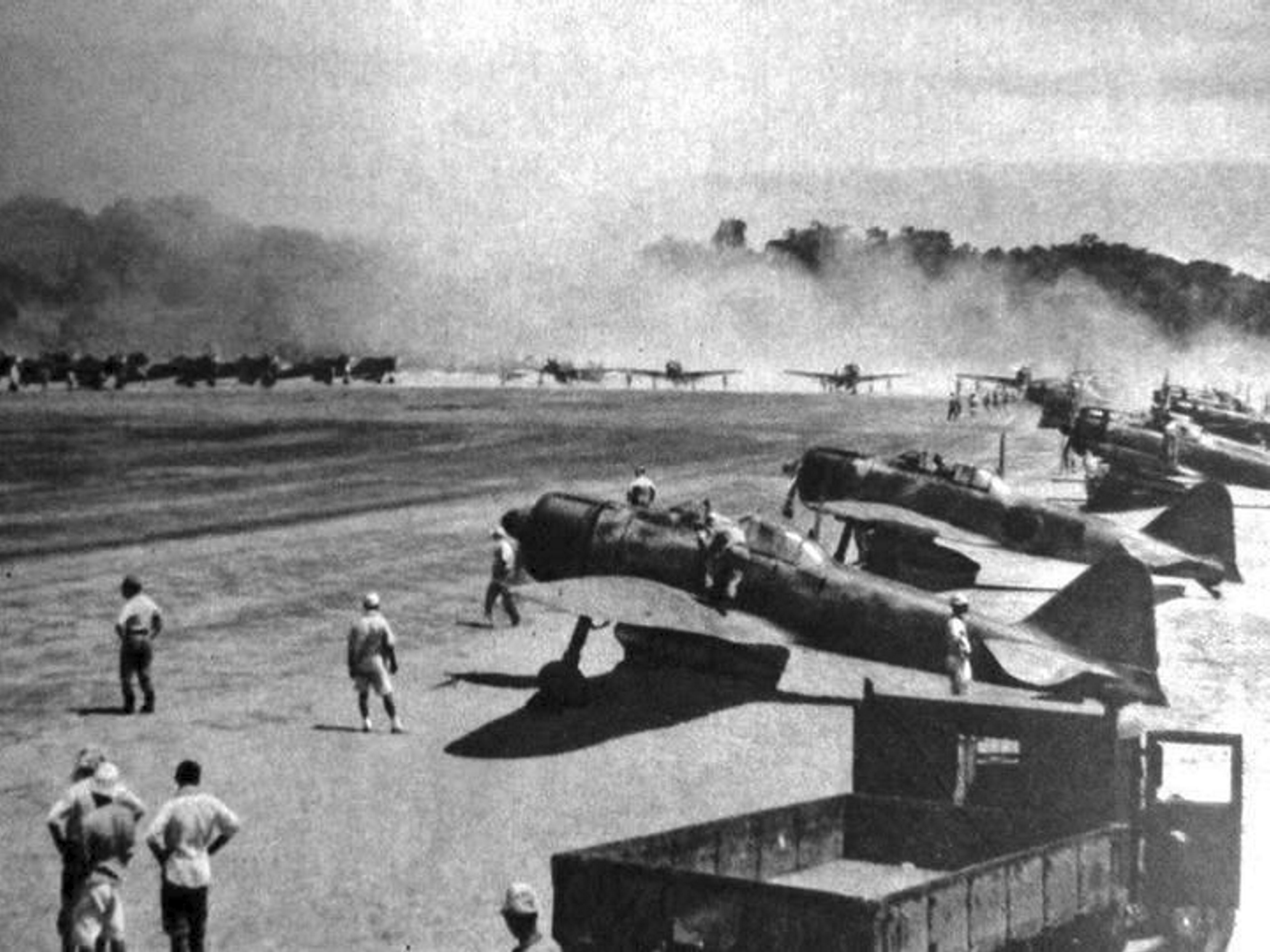
Japanische Jagdflugzeuge (Zero-Jäger) auf einem Flugfeld bei Rabaul

Da die Japaner einen Angriff gegen Bougainville befürchteten, und durch den möglichen Verlust ihrer dortigen Luftwaffenstützpunkte eine Verstärkung der Bombenangriffe gegen Rabaul erwartet wurde, musste die japanische Luftwaffe dort dringend verstärkt werden. Anfang Oktober verfügte die 11. Luftflotte auf Neubritannien nur über rund 200 Flugzeuge. Daher starteten sie die Operation RO, die insgesamt weitere 173 Flugzeuge aus den Lagerbeständen von Admiral Koga Mine’ichis kombinierter Flotte anliefern sollte. Die Operation sollte eigentlich am 28. Oktober starten, aber zu diesem Zeitpunkt waren die Pläne der kombinierten Flotte nach einem fehlgeschlagenen Einsatz vom Truk-Atoll am 5. Oktober in zeitliche Verzögerung geraten. Die Flugzeuge wurden schließlich von der 3. Flotte unter Vizeadmiral Ozawa Jisaburō mit den Flugzeugträgern Zuikaku, Shōkaku und Zuihō der 1. Trägerivision sowie den Flugzeugträgern Jun’yō, Hiyō und Ryūhō der 3. Trägerdivision transportiert und am 1. November entladen. Darunter befanden sich 45 Aichi D3A Val-Sturzkampfbomber, 40 Nakajima B5N Kate-Torpedo- und Horizontalbomber, 82 Mitsubishi A6M Zero-Jäger und sechs Aufklärungsflugzeuge, wahrscheinlich vom Typ Yokosuka D4Y Judy.
Die in Rabaul stationierte 8. Flotte unter Vizeadmiral Samejima Tomoshige bestand aus zwei bis drei Schweren Kreuzern, zwei Leichten Kreuzern, acht Zerstörern, zwei oder drei Minensuchern und zehn Transportern. Ihre Hauptaufgabe als Basisflotte bestand in der Begleitung von Konvois und Patrouillenfahrten rund um Neubritannien und der umliegenden Gewässer. Für Kampfaktionen stand die Kombinierte Flotte (3. Flotte) zur Verfügung, deren Haupteinsatzgebiet allerdings derzeit in den Salomonen lag. Die Unterscheidung bei den Japanern zwischen administrativer und operativer Flotte und dem Hin und Her bei Schiffszuweisungen zwischen den Flotten machte es schwer den aktuellen Stand in Rabaul zu bestimmen. Gegen Ende 1943 lagen etwa zehn Kreuzer, 20 Zerstörer, zehn Unterseeboote und rund 200 kleinere Schiffe in Simpson Harbour. Zudem lagen weitere 240 größere und kleinere Transporter sowie rund 500 Lastkähne und kleinere Schiffe der Armee im Hafen.

## Die Bombenangriffe auf Rabaul
Rabaul war schon früh im Krieg Ziel amerikanischer Angriffe. Der erste fand am 21. Februar 1942 durch eine Task Force, bestehend aus dem Flugzeugträger Lexington, vier Schlachtschiffen und zehn Zerstörern statt. Dabei wurden zwölf japanische Flugzeuge abgeschossen. Nachdem der Überraschungseffekt vorbei war, zog sich die Flotte wieder zurück. Nur zwei Tage später wurde von Port Moresby aus der erste alliierte Bomberangriff der Fifth Army Air Force gegen Rabaul geflogen. Von da an wurden immer wieder Angriffe der Fifth und Thirteenth Air Force, sowie der U.S. Marines, der Royal Australian und der Royal New Zealand Air Forces geflogen und monatlich etwa 130 Tonnen Bomben auf das Gebiet in und um Rabaul abgeworfen.

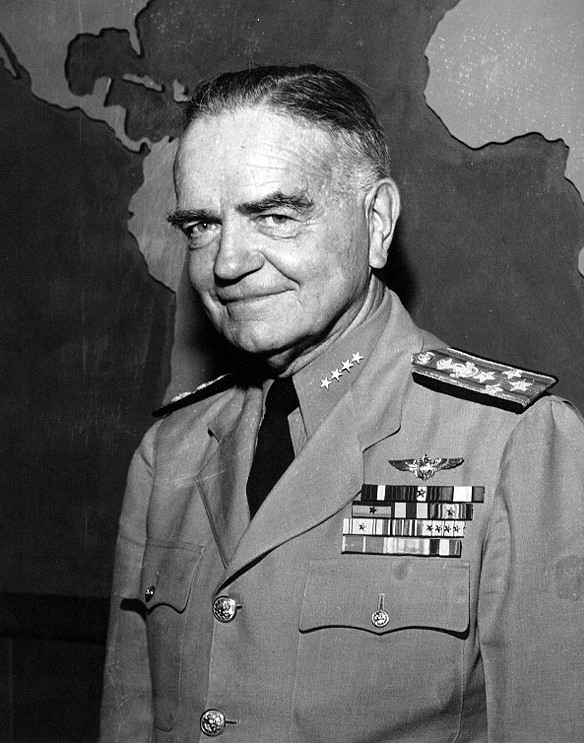
William F. Halsey jr., Oberbefehlshaber der 3. US-Flotte
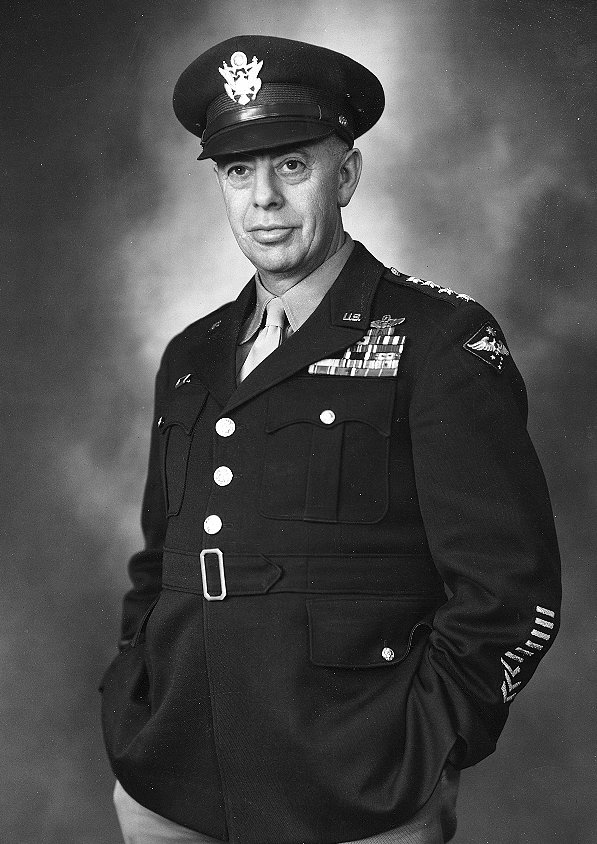
George C. Kenney, Oberbefehlshaber der alliierten Luftstreitkräfte im Südpazifik
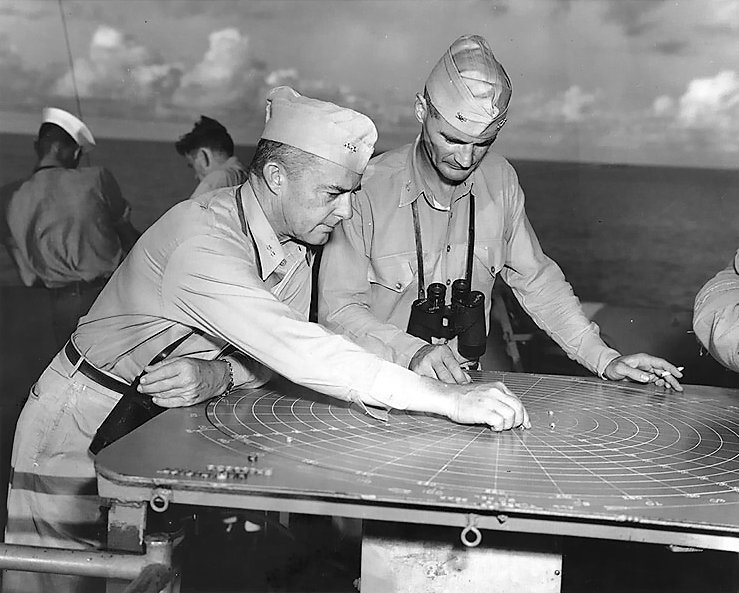
Aaron S. Merrill (Vordergrund), Kommandeur der Task Force 39
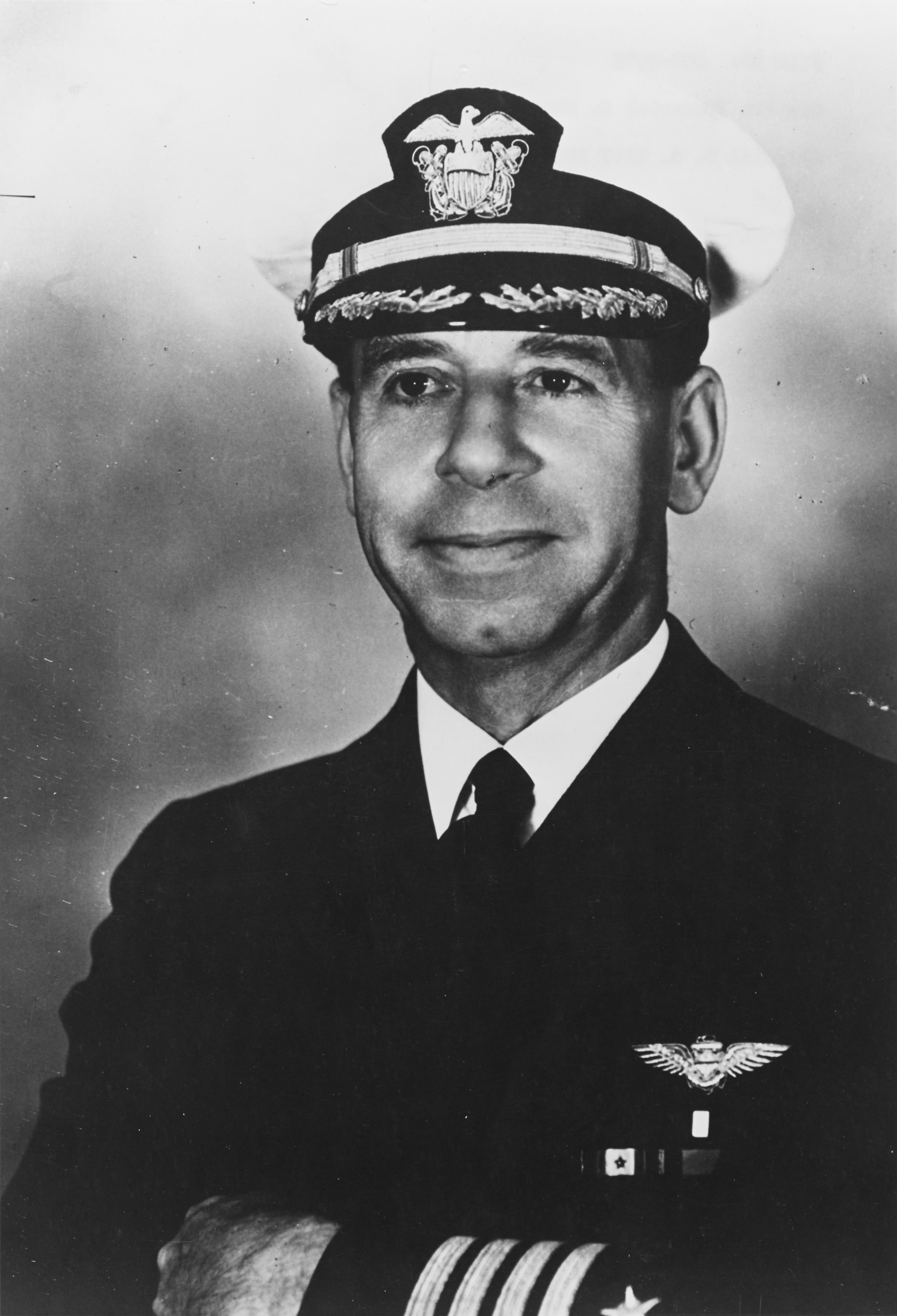
Frederick C. Sherman, Befehlshaber der Träger-Division 1
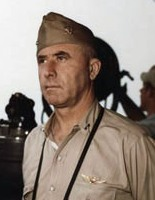
Alfred E. Montgomery, Kommandeur der Task Force 58

### Die Oktoberangriffe
Die Aufklärung durch das 8. Foto-Geschwader am 1. Oktober zeigte einen Schweren und einen Leichten Kreuzer, zehn Zerstörer, fünf U-Boote und 26 Handelsschiffe in Simpson Harbour. Auf den Flugfeldern bei Rabaul befanden sich 87 mittelschwere Bomber, 37 leichte Bomber und 59 Jagdflugzeuge. Bis zum 11. Oktober war die Schätzung der Jäger auf 145 gestiegen. In der Zwischenzeit wurden Pläne für den ersten Angriff ausgearbeitet und die Wettervorhersagen deuteten auf den 12. Oktober als Zieldatum hin. Eigentlich war der Angriff für den 15. Oktober geplant, aber da der nordwestliche Monsun in Kürze einsetzen konnte, musste jedes gute Wetter ausgenutzt werden. Wetterflugzeuge, die kurz nach Mitternacht am 12. Oktober 1943 starteten, meldeten gutes Wetter auf der Strecke nach Rabaul und damit begann der bislang größte Luftangriff im Pazifik. Alle Besatzungen waren genauestens über die Anflugrouten, Flugabwehrpositionen und ihre individuellen Ziele informiert worden.

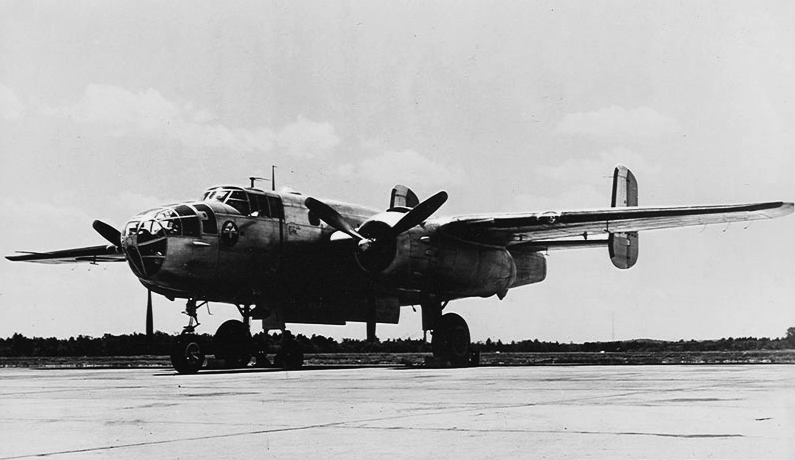
B-25 zur Wetteraufklärung

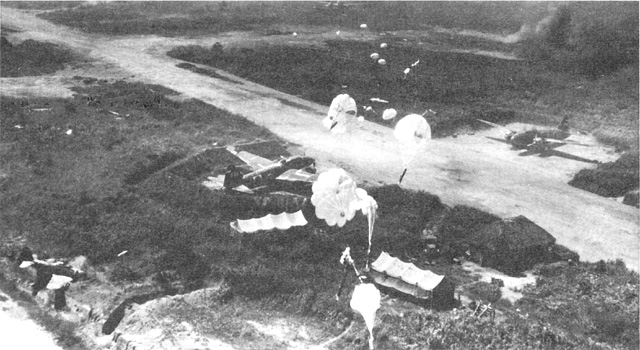
Parafrags an Fallschirmen auf dem Vunakanau Flugfeld

349 Flugzeuge waren am Angriff beteiligt; 87 schwere Bomber, 114 B-25, 12 Beaufighter und 125 P-38 sowie einige Wetter- und Fotoaufklärungsflugzeuge. 29 B-25 und Beaufighter bombardierten die Flugfelder Vunakanau, Rapopo und Tobera mit Parafrags während die schweren Bomber die Schiffe in und um Simpson Harbour angriffen. Die Japaner waren überrascht worden und kaum in der Lage Abfangjäger zu starten. Spätere japanische Berichte zeigen, dass diese und weitere Angriffe im Oktober „ein großes Hindernis für die Durchführung von Operationen“ für die Japaner darstellten.
Die Alliierten verloren vier Flugzeuge. In ihrer vorläufigen Schätzung listete die Fifth Air Force 100 am Boden zerstörte , 51 schwer beschädigte, 26 in der Luft abgeschossene feindliche Flugzeuge auf, sowie schwere Zerstörungen an den Flugplätzen und am Kai, drei große Handelsschiffe, drei Zerstörer, 43 kleine Handelsschiffe und 70 Hafenschiffe versenkt oder zerstört und andere Schiffe beschädigt. Die Schätzungen waren etwas übertrieben, wie Fotoaufklärungen später bestätigten und die vorläufige Schätzung nach unten korrigierten, insbesondere die zu Schiffsschäden, aber einige japanische Flugzeuge waren zerstört worden.
Am 13. Oktober startete ein Geschwader von RAAF Beaufort-Torpedobombern einen Folgeangriff am frühen Morgen auf die Schiffe in Simpson Harbour. Während des Angriffs der Australier war die Sicht schlecht, und das Wetter verschlechterte sich bald darauf zusehends. 70 schwere Bomber und 100 Jagdflugzeuge, die bereits unterwegs waren, mussten 240 Kilometer vor ihrem Ziel zurückkehren.
General George Kenney startete am 18. Oktober einen weiteren großen Angriff gegen Rabaul, aber als die Luftwaffe über der Salomonensee war, zog eine Schlechtwetterfront auf. 64 B-25 flogen trotzdem nach Rabaul. Kenney ließ diesem Angriff drei aufeinanderfolgende Tagesangriffe folgen, die am 23., 24. und 25. Oktober ausgeführt wurden, bevor das Wetter erneut umschlug und diesmal eine Verzögerung bis zum 29. Oktober auslöste, als B-24 und P-38 der 1. Air Task Force unter General Whitehead Vunakanau bombardierten. Sie berichteten von neun zerstörten Flugzeuge am Boden und 16 abgeschossenen in Luftkämpfen.
Danach verhinderte wiederum schlechtes Wetter weitere Angriffsflüge. Diese konnten erst wieder am 2. November, dem Tag nach der Landung der südpazifischen Streitkräfte in der Kaiserin-Augusta-Bucht, erneut auf Rabaul geflogen werden.

### Die Angriffe im November
Am 1. November 1943 landeten US-Marines in der Kaiserin-Augusta-Bucht auf der Insel Bougainville. Die Japaner reagierten, indem sie eine Flotte von Kreuzern und Zerstörern entsandten, um den Brückenkopf zu vernichten. Am frühen Morgen des 2. November wurde sie jedoch von einer amerikanischen Einsatzgruppe abgefangen und zurückgeschlagen. Dabei verloren sie den Leichten Kreuzer Sendai und den Zerstörer Hatsukaze (→ Seeschlacht bei der Kaiserin-Augusta-Bucht).
Später an diesem Tag griffen 78 Flugzeuge der Fifth Air Force, B-25 der 3., 38. und 345. Bomberschwadron, begleitet von Lockheed P-38 der 39. und 80. Jagdgeschwader und der 475. Jagdgruppe, Rabaul an und wurden von 112 Zeros der Japaner abgefangen. Die Luftverteidigung von Rabaul unterstand dem Gesamtkommando von Vizeadmiral Jin’ichi Kusaka und umfasste drei Trägergruppen, die am Tag zuvor dorthin geschickt worden waren, während ihre Schiffe in Japan umgerüstet wurden.

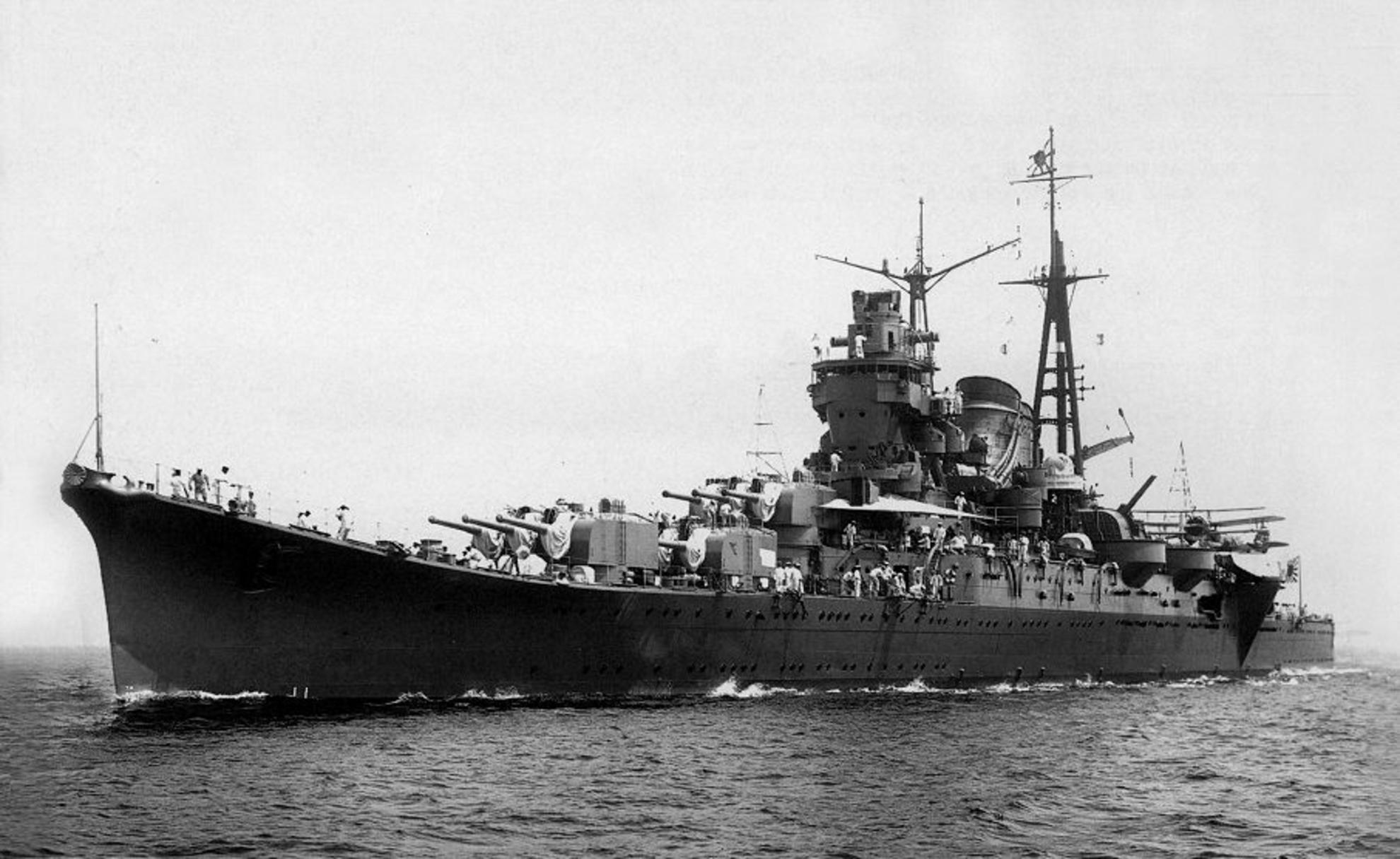
Die Mogami, einer der Schweren Kreuzer der japanischen 2. Flotte

Am 3. November lief die 2. Flotte unter Vizeadmiral Kurita Takeo mit Teilen der 3. Flotte von Truk nach Rabaul aus. Darunter die Kreuzer Atago, Takao, Maya, Chokai, Suzuya, Kumano, Mogami, Chikuma, Tone und Noshiro. Eine Gruppe Liberators der Fifth Air Force sichtete den Verband am nächsten Tag nördlich des Bismarck-Archipels.
Die jetzt in Rabaul liegenden Schweren Kreuzer stellten für Admiral Halsey eine ernsthafte Bedrohung für den neuen Brückenkopf in der Kaiserin-Augusta-Bucht dar. Halsey hatte nur zwei Marine-Einsatzkräfte zur Verfügung – Admiral Merrills Task Force 39, die nach ihren Kämpfen vom 1. bis 2. November bei der Kaiserin-Augusta-Bucht erschöpft waren und Konteradmiral Shermans Flugzeugträger. Die Stabsmitarbeiter errechneten, dass Sherman von seiner Auftankstation in der Nähe von Rennell aus Kurita angreifen könnte, bevor dieser mit seinen Schiffen die Kaiserin-Augusta-Bucht angreifen würde. Bisher waren Flugzeugträger nur äußerst vorsichtig gegen Landbasen eingesetzt worden. Also befahl Halsey Sherman, Rabaul anzugreifen. Als er diese Befehle erteilte, erwartete der südpazifische Kommandant, dass die Luftwaffengruppen der Träger „in Stücke geschnitten“ und die Träger selbst „schwer angeschlagen“ würden. Halsey wies daher die landgestützten Luftstreitkräfte der Task Force 33 unter Generalmajor Twining im Südpazifik an, Sherman tagsüber und während des Rückzugs zu schützen. Diese Aufgabe wurde von Navy-Kampfflugzeugen aus New Georgia übernommen, die auch auf Flugzeugträgerdecks landen konnten. Auf diese Weise konnte Sherman alle seine Flugzeuge gegen Rabaul einsetzen, ohne einige von ihnen zum Schutz zurückzuhalten.

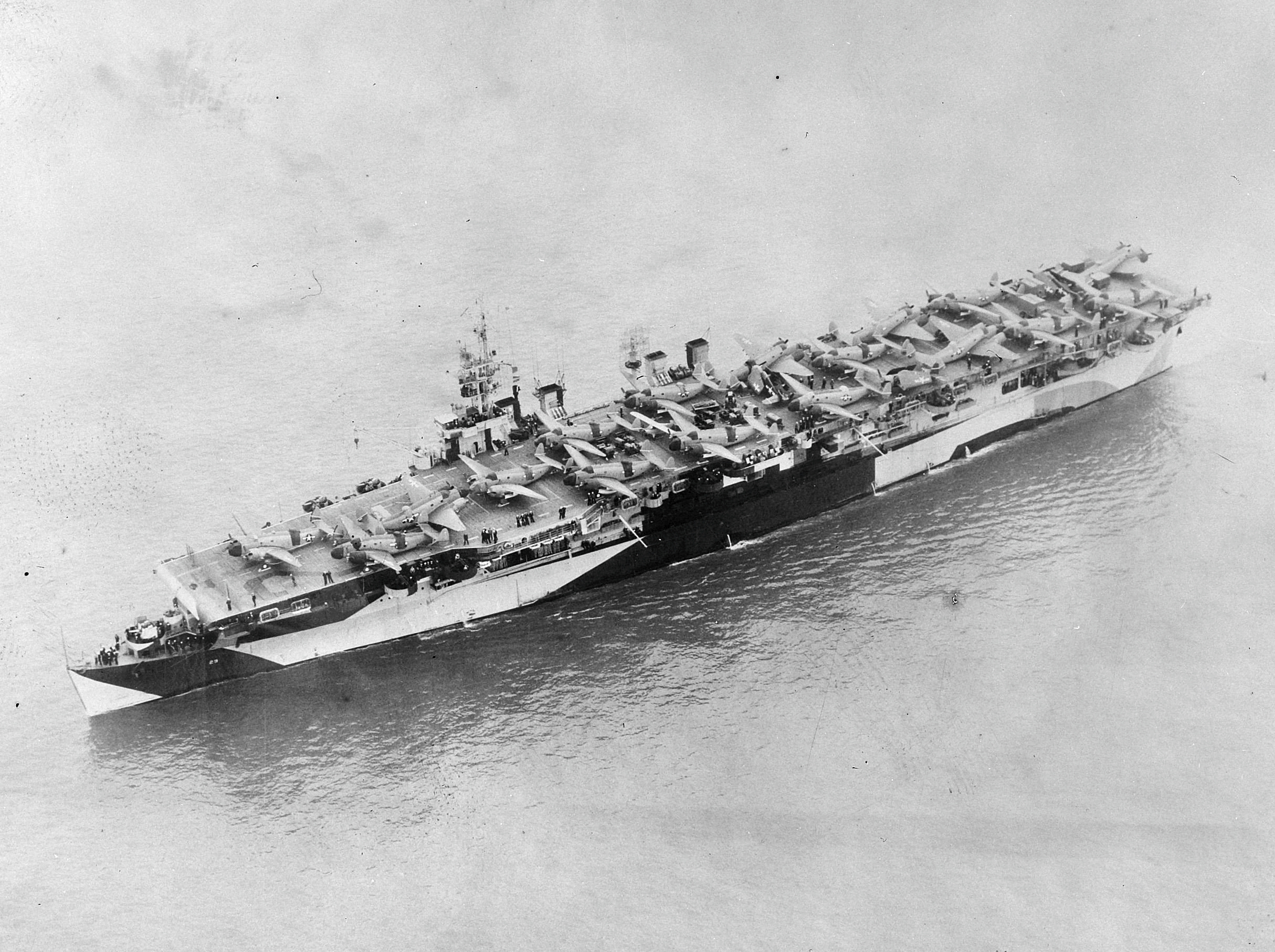
Der amerikanische Flugzeugträger Princeton

Am 5. November um 09:00 Uhr erreichte die Task Force 38 ihren Startpunkt in der Salomonensee, rund 92 Kilometer südwestlich von Torokina und 370 Kilometer südöstlich von Rabaul bei gutem Wetter für Trägeroperationen. Von den beiden Flugzeugträgern Saratoga und Princeton starteten 97 Flugzeuge; 23 Torpedobomber, 22 Sturzkampfbomber und 52 Jagdflugzeuge. Über Rabaul durchstießen sie die Wolkendecke und die Japaner wurden vom Angriff völlig überrascht. Zwar waren die Maschinen kurz darauf einem intensiven Flugabwehrfeuer ausgesetzt, aber es gelang ihnen drei Schwere und zwei Leichte Kreuzer, sowie zwei Zerstörer so schwer zu beschädigen, dass Monate vergingen, bevor einer von ihnen wieder kampffähig war. Allerdings hatten die Amerikaner 10 Flugzeuge verloren und beklagten 16 getötete oder vermisste Besatzungsmitglieder. Die düsteren Erwartungen Halseys wurden aber nicht erfüllt. Noch am gleichen Abend treten die Kreuzer Kumano, Mogami, Suzuya, Atago, Chikuma und Tone mit einigen Zerstörern den Rückmarsch nach Truk an.

Damit war die Bedrohung für Kap Torokina (dort lief noch die Operation Shoestring II) durch japanische Schiffe beendet. Rabaul war anschließend kein Anlaufpunkt mehr für schwere japanische Schiffe.

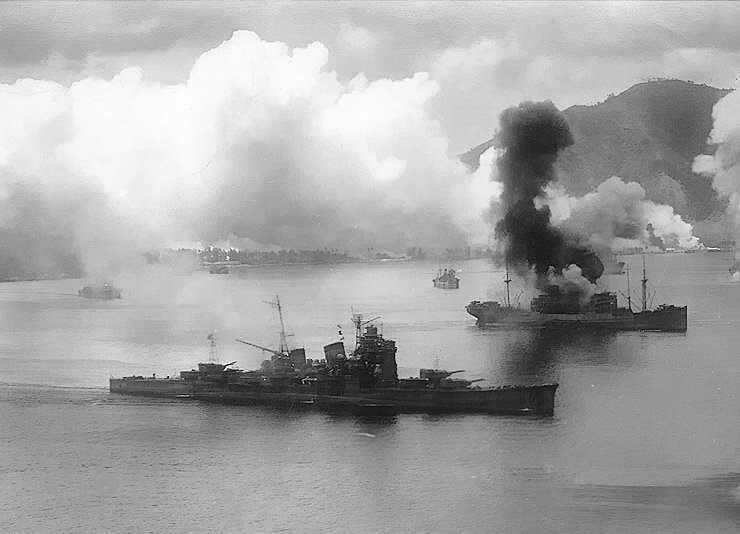
Simpson Harbour, 2. November 1943 – Bombardierung der Haguro
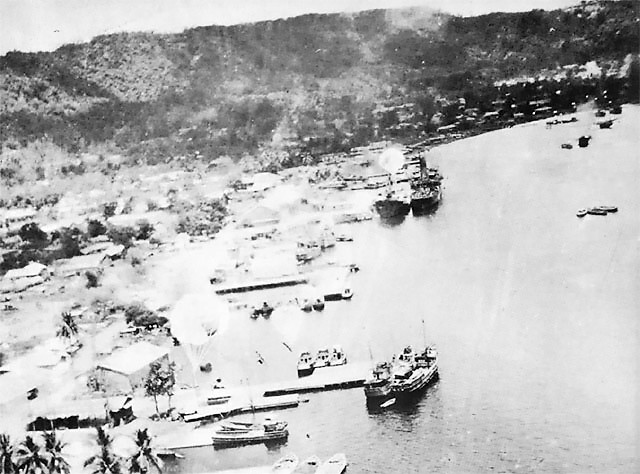
Simpson Harbour während der Bombardierung am 2. November 1943
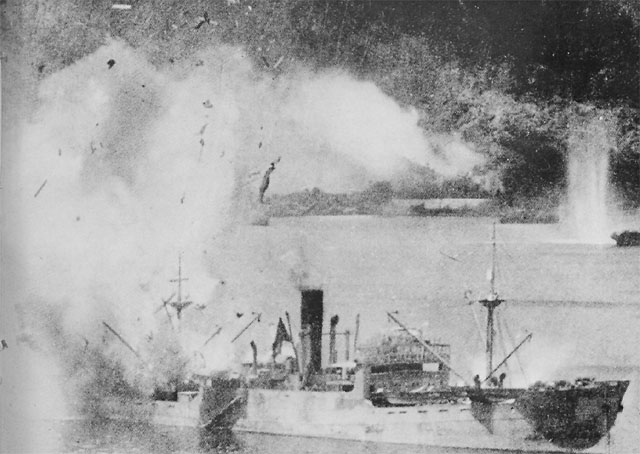
Ein direkter Treffer an einem japanischen Transporter
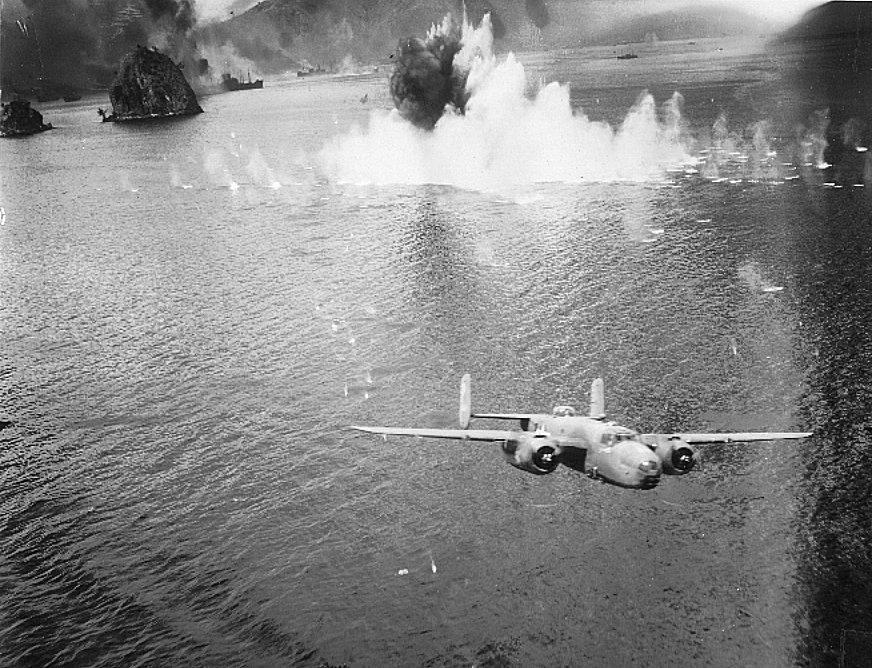
B-25 während des Angriffs auf Rabaul
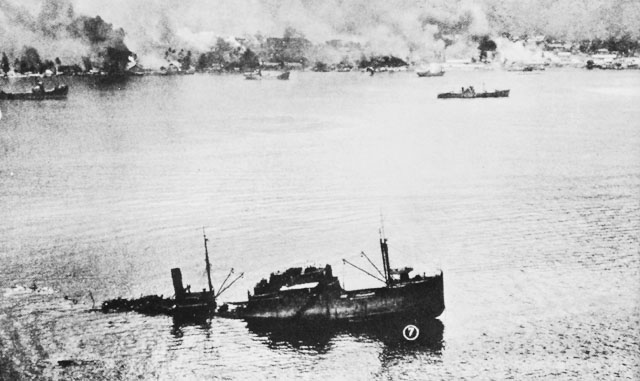
Gesunkener japanischer Transporter im Simpson Hafen von Rabaul
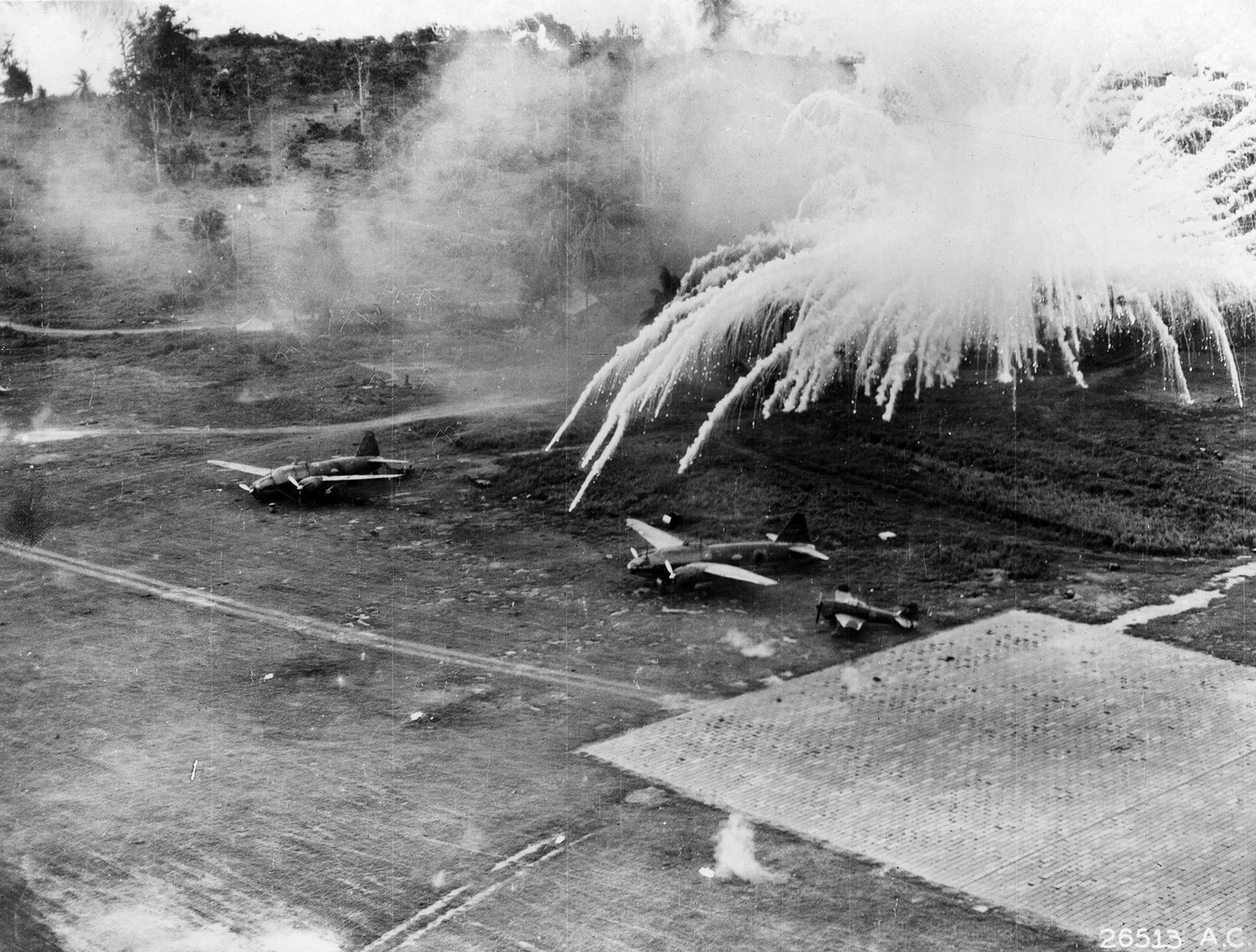
Eine Phosphorbombe explodiert auf dem Flugfeld Lakunai. Zu sehen sind eine Mitsubishi G4M2 und eine Mitsubishi A6M3.
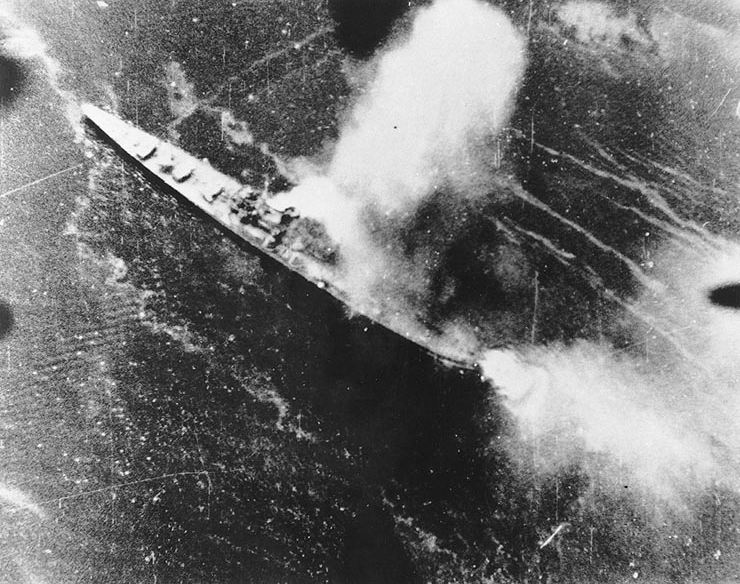
Der Schwere Kreuzer Chikuma unter Bomben während des Luftangriffs am 5. November

Allerdings stellten die japanischen Flugzeuge weiterhin durch ihre stetigen Angriffe gegen Kap Torokina, Verstärkungskonvois und die alliierten Flugzeuge eine Gefahr dar. Sie beschädigten drei Schiffe und versenkten eines, verloren aber immer wieder Flugzeuge an Flugabwehrkanonen an Land und in Luftkämpfen. Daher war Rabaul immer noch ein Hauptziel für General Kenney.
Am 6. November verhinderte das Wetter einen Angriff, aber am 10. November kam es zu einem schweren Angriff, und am nächsten Tag schlugen Beauforts der RAAF und Maschinen der Fifth Air Force am Morgen zu, bevor sich schwere Wolken über Rabaul auftürmten.
Admiral Nimitz hatte Halsey versprochen eine zusätzliche Trägereinheit der Fünften Flotte, die Task Force 58, zu entsenden. Sie traf am 7. November im Südpazifik ein. Unter dem Kommando von Konteradmiral Alfred E. Montgomery bestand die Gruppe aus den Trägern Essex, Bunker Hill und Independence. Halsey plante Montgomerys Schiffe sowie die Task Force 38 am 11. November in einem Doppelträgerangriff gegen Rabaul einzusetzen.
Nahe der Green Islands, nordnordwestlich von Bougainville hatten die Schiffe der Task Force 38 Stellung bezogen und startete ihre Flugzeuge. Gegen 08:30 Uhr erreichten sie Rabaul bei schlechtem Wetter. Nach Bombardierung der Schiffe in Simpson Harbour kehrten sie zu den Flugzeugträgern zurück, die sich unmittelbar darauf nach Süden zurückzogen ohne entdeckt zu werden.
Montgomerys Flotte lag rund 260 Kilometer südöstlich von Rabaul, als sie ihre Flugzeuge startete. In Simpson Harbour torpedierten sie den Leichten Kreuzer Agano und den Zerstörer Naganami. Der Zerstörer Suzunami konnte versenkt werden. Der Leichte Kreuzer Yubari und die Zerstörer Umikaze und Urakaze wurden durch Nahtreffer leicht beschädigt. Die Flugzeuge flogen nach den Schiffsbombadierungen sofort zurück zu ihren Trägern.
Allerdings hatten die Japaner die Einsatzgruppe ausgemacht und griffen diese ihrerseits an. Von Rabaul starten 67 Jagdflugzeuge, 27 Sturzkampfbomber und 14 Torpedoflugzeuge. Sie konnten jedoch nur geringen Schaden anrichten und verloren dabei durch den Beschuss aus Flugabwehrgeschützen und aus New Georgia hinzugeeilten, landgestützten Maschinen, 35 Flugzeuge.
Von den in der Operation RO von Truk nach Rabaul verlegten Flugzeugen hatte Koga bis zum 11. November 121 verloren. Dabei waren 86 Männer, darunter sehr erfahrene Piloten, ums Leben gekommen. Die 11. Luftflotte hatte ungefähr 70 Flugzeuge verloren. Am 12. November zog er deshalb die restlichen Trägerflugzeuge nach Truk zurück. Der Rückzug, zuerst der Kreuzer und dann der Flugzeuge, beendete Rabauls offensive Bedrohung. Danach war es nur noch eine beeindruckende Verteidigungsposition, und nach dem Tag des „Waffenstillstands“ konnten die Flugzeuge im Südwestpazifik ihre Angriffe einstellen und sich auf japanische Stützpunkte im Westen konzentrieren.

## Rabaul in der Isolation
Obwohl die Japaner nach ihrem Verlust von Bougainville eine amphibische Landung der Alliierten bei Rabaul erwarteten, lag dies nicht im Interesse der alliierten Planungen. Nach den Novemberangriffen auf Rabaul und der Besetzung von Bougainville konzentrierte sich der alliierte Vormarsch auf die Ostküste Neuguineas und das damit verbundene weitere Vorrücken in Richtung der japanischen Hauptinseln. Doch auch in den Folgemonaten fanden die regelmäßigen Bombenangriffe auf Rabaul ihre Fortsetzung.
Im Dezember 1943 übernahmen Flieger des US Marine Corps diese Aufgabe. Sie wurden ab Januar 1944 von Flugzeugen der US-Navy und Royal Air Force unterstützt. Der Höhepunkt der Angriffe kulminierte in einer Bombenabwurflast von rund 1840 Tonnen im Monat. Ab August 1944 wurden dann die regelmäßigen Angriffe heruntergefahren, so dass die monatliche Bombenabwurflast auf etwa 390 Tonnen absank. Der letzte Bombenangriff auf Rabaul während des Pazifikkriegs fand am 9. August 1945 statt. Ihn flogen PBJs der US-Navy, die auf Emirau stationiert waren.